# Kurt Tilsner

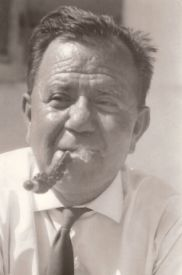
Kurt K. Tilsner, 1979

Kurt Karl Tilsner (* 6. Oktober 1909 in Niedersachswerfen/Harz; † 16. Mai 1989 in Strub/Berchtesgadener Land) war ein deutscher Maler.

## Ausbildung und Werdegang
Nach seiner Ausbildung im Künstler-Atelier Erasmusdruck Berlin studierte Tilsner Malerei und Grafik bei Kaus an der Universität der Künste Berlin. 1929 siedelte er nach München über und war dort langjähriger Illustrator für den Münchner Stadtanzeiger und die Zeitschriften Der Bergkamerad, Der Bergsteiger und Der deutsche Jäger.

## Werk
Aus seiner Hand stammen zahlreiche Aquarelle, die schwerpunktmäßig die bayerische Voralpenlandschaft darstellen, teilweise aber auch norddeutsche und mediterrane Motive zeigen. Laut Dr. Carl J. Burkart zeichnete Tilsner „mit bewundernswertem Können alte Häuser und Gassen, verfallene Hütten und malerische Heuschober und zaubert die (süddeutsche) Landschaft in feinster Aquarelltechnik auf das Papier.“
Mit seiner subtilen, detailverliebten Darstellungsweise wurde er in der Münchner Künstlerszene des 20. Jahrhunderts als „one of our greatest master of watercolour painting“ wahrgenommen. Neben seiner Vorliebe für die Aquarellmalerei gestaltete er ebenfalls große Landschaften und Gebirgsbilder in Öl. Viele Reproduktionen wurden auch im kleinsten Format in diversen Zeitschriften bekannt.

## Ausstellungen
Bei Ausstellungen über alpine Malerei und Kunst erfreute sich Tilsner mit seinen Exponaten regelmäßiger Beliebtheit. Ab 1960 beteiligte er sich alljährlich als Mitglied bei der renommierten Frühjahrsausstellung im Münchner Haus der Kunst. 1979 wurde ihm die Ehre des 1. Kunstpreises der Ansbacher Bürger verliehen.

## Sonstiges
Tilsner war Mitglied der Münchener Künstlergenossenschaft (königlich privilegiert von 1868).